# 凤凰台上忆吹箫
凤凰台上忆吹箫，詞牌名，以北宋詞人晁补之作品為正體。

## 詞牌名
《列仙传拾遗》记载：萧史善于吹箫，能吹出鸾凤的叫声。秦穆公有女儿名为弄玉，善于吹箫，秦穆公于是把女儿嫁给萧史，萧史于是传授给弄玉如何用箫管吹出凤凰的叫声。两人同住十多年，一天吹箫时凤凰停留在了他们家中，秦穆公建造了凤凰台，夫妇两人停留在台上，几年过后，弄玉乘凤凰，萧史乘龙而离去。《凤凰台上忆吹箫》调名取自这个传说。

## 格律
平表平声，
仄表仄声，
平表应平可仄，
仄表应仄可平，粗體表韵腳。
此调以晁词作为正体，曹词以下，有的添声、有的减字，都是变体。正體双调九十七字，前段十句四平韵，后段九句四平韵。
晁补之
千里相思，况无百里，何妨暮往朝还。

平仄平平　仄平仄仄　平平仄仄平平
又正是、梅初淡伫，莺未绵蛮。

仄仄仄　平平仄仄　平仄平平
陌上相逢缓辔，风细细、云日斑斑。

仄仄平平仄仄　平仄仄　平仄平平
新晴好，得意未妨，行尽青山。

平平仄　仄仄仄平　平仄平平

应携后房小妓，来为我，盈盈对舞花间。

平平仄平仄仄　平仄仄　平平仄仄平平
便拌却、松醪翠满，蜜炬红残。

仄平仄　平平仄仄　仄仄平平
谁信轻鞍射虎，清世里、曾有人闲。

平仄平平仄仄　平仄仄　平仄平平
都休说，帘外夜久春寒。

平平仄　平仄仄仄平平
又一体：双调九十七字，前段十句四平韵，后段十句五平韵。
曹勋
碧玉烟塘，绛罗艳卉，朱清炎驭升阳。

仄仄平平　仄平仄仄　平平平仄平平
正应运、真人诞节，宝绪灵光。

仄仄仄　平平仄仄　仄仄平平
海宇均颁湛露，环佩拱、北极称觞。

仄仄平平仄仄　平仄仄　仄仄平平
欢声浃，三十六宫，齐奉披香。

平平仄　平仄仄平　平仄平平

芬芳。宝熏如霭，仙仗捧、椒扉秀绕嫔嫱。

平平　仄平平仄　平仄仄　平平仄仄平平
上万寿、双鬟妙舞，一部丝簧。

仄仄仄　平平仄仄　仄仄平平
花满蓬莱殿里，光照坐、尊俎生凉。

平仄平平仄仄　平仄仄　平仄平平
南山祝，常对化日舒长。

平平仄　平仄仄仄平平
※　此词句读悉同晁词，惟换头句藏短韵异。
又一体：双调九十五字，前段十句四平韵，后段十一句五平韵。
李清照
香冷金猊，被翻红浪，起来慵自梳头。

平仄平平　仄平平仄　仄平平仄平平
任宝奁尘满，日上帘钩。

仄仄平平仄　仄仄平平
生怕离怀别苦，多少事、欲说还休。

平仄平平仄仄　平仄仄　仄仄平平
新来瘦，非干病酒，不是悲秋。

平平仄　平平仄仄　仄仄平平

休休。这回去也，千万遍阳关，也则难留。

平平　仄平仄仄　平仄仄平平　仄仄平平
念武陵人远，烟锁秦楼。

仄仄平平仄　平仄平平
惟有楼前流水，应念我、终日凝眸。

平仄平平平仄　平仄仄　平仄平平
凝眸处，从今又添，一段新愁。

平平仄　平平仄平　仄仄平平
※　此与晁词同，惟前后段第四句各减二字，换头句藏短韵，后段结句添二字、作四字两句异。按，赵文“白玉搓成”词，前后段第四、五句“羡司花神女，有此清闲”、“怪天上冰轮，移下尘寰”，换头句“凭阑，几回澹月”，后结三句“聊寄与，诗人案头，冰雪相看”，正与此同。